# Bernardino de Sahagún
Bernardino de Sahagún OFM (c. 1499 – 5 februarie 1590) a fost un călugăr franciscan, preot misionar și etnograf pionier care a participat la evanghelizarea catolică a coloniilor Noua Spanie (actualul Mexic). Născut în Sahagún, Spania, în 1499, a călătorit în Noua Spanie în 1529. A învățat nahuatl și a studiat peste 50 de ani credințele, cultura și istoria aztecilor. Deși a fost în primul rând dedicat sarcinii sale misionare, munca sa extraordinară de documentare a viziunii asupra lumii și a culturii indigene i-a adus titlul de „primul antropolog”. El a contribuit, de asemenea, la descrierea Nahuatl, limba Imperiului Aztec. El a tradus Psalmii, Evangheliile și un catehism în nahuatl.
Sahagún este probabil cel mai cunoscut ca compilator al Historia general de las cosas de la Nueva España (Istoria generală a lucrurilor din Noua Spanie, denumită în continuare Istoria generală). Cel mai faimos manuscris existent al Istoriei generale este Codexul Florentin. Este un codex format din 2.400 de pagini organizate în douăsprezece cărți, cu aproximativ 2.500 de ilustrații desenate de artiști nativi folosind atât tehnici native, cât și europene. Textul alfabetic este bilingv în spaniolă și nahuatl pe foliile opuse, iar pictorialele ar trebui considerate un al treilea tip de text. Documentează cultura, cosmologia religioasă (viziunea asupra lumii), practicile rituale, societatea, economia și istoria poporului aztec, iar în Cartea 12 dă o relatare despre cucerirea Imperiului Aztec din punctul de vedere Tenochtitlan - Tlatelolco. În procesul de alcătuire a Istoriei generale, Sahagún a folosit metode inedite de colectare a informațiilor etnografice și de validare a acurateții acesteia. Istoria generală a fost numită „una dintre cele mai remarcabile relatări ale unei culturi non-occidentale compuse vreodată”, iar Sahagún a fost numit părintele etnografiei americane. În 2015, opera sa a fost declarată Patrimoniu Mondial de către UNESCO.

## Educația din Spania

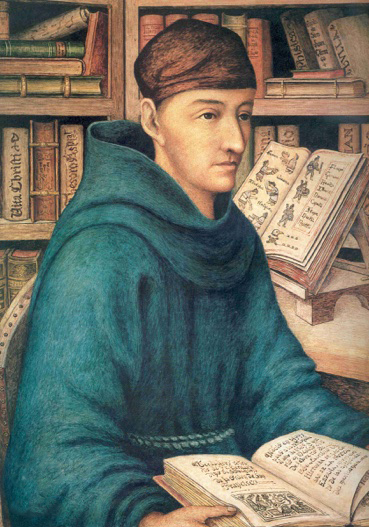
Parintele Bernardino de Sahagún

Parintele Bernardino s-a născut Bernardino de Rivera (Ribera, Ribeira) în 1499 în Sahagún, Spania. A urmat cursurile Universității din Salamanca, unde a studiat curentele umanismului renascentist. În această perioadă, universitatea din Salamanca a fost puternic influențată de Erasmus și a fost un centru pentru viața intelectuală franciscană spaniolă. Acolo s-a alăturat Ordinului Fraților Minori sau Franciscanilor. Probabil că a fost hirotonit în jurul anului 1527. Intrând în ordin, a urmat obiceiul franciscan de a-și schimba numele de familie cu numele orașului natal, devenind Bernardino de Sahagún.
Conchistadorii spanioli conduși de Hernán Cortés au cucerit capitala aztecă Tenochtitlan (pe locul actualului Mexico City ) în 1521, iar misionarii franciscani au urmat la scurt timp după aceea, în 1524. Sahagún nu era în acest prim grup de doisprezece călugări, care a ajuns în Noua Spanie în 1524. O relatare, atât în spaniolă, cât și în nahuatl, a disputei pe care acești călugări franciscani au avut-o la Tenochtitlan la scurt timp după sosirea lor a fost făcută de Sahagún în 1564, pentru a oferi un model viitorilor misionari. Datorită propriei sale reputații academice și religioase, Sahagún a fost recrutat în 1529 pentru a se alătura efortului misionar din Noua Spanie. Următorii 61 de ani avea să-i petreacă acolo.

## Evanghelizarea Noii Spanii
În timpul Epocii Descoperirilor, 1450–1700, monarhii iberici au manifestat un deosebit interes pentru evanghelizarea, cu ajutorul misionarilor, a popoarelor native întâlnite pe Noul Pamant. În Spania catolică și Portugalia, proiectul misionar a fost finanțat de monarhi catolici sub patronato real emis de papă pentru a se asigura că munca misionară catolica a fost parte a unui proiect mai larg de cucerire și colonizare.
In anii care au urmat după cucerirea spaniolă a avut loc transformarea dramatica a culturii indigene, o schimbare de sorginte religioasă care a contribuit la crearea culturii mexicane. Oamenii atât din cultura spaniolă, cât și din cultura indigenă au avut o gamă largă de opinii diferite despre ceea ce se întâmpla în timpul acestei transformari.
Evanghelizarea Noii Spanii a fost condusă de călugări franciscani, dominicani și augustinieni. Aceste ordine religioase au înființat Biserica Catolică în Noua Spanie colonială și au condus-o în cea mai mare parte a secolului al XVI-lea. Franciscanii în special erau entuziasmați de noul pământ și de indigeni. 
Călugării franciscani care au plecat în Lumea Nouă au fost motivați de dorința de a predica Evanghelia unor popoare noi. Mulți franciscani erau convinși că descoperirea și evanghelizarea acestor noi popoare au un sens mesianic. Au fost uimiți că există astfel de popoare noi și au crezut că evanghelizarea va produce A doua venire a lui Hristos și sfârșitul lumii, un set de credințe numit milenarism. În același timp, mulți dintre călugări erau nemulțumiți de corupția societății europene, inclusiv, din conducerea Bisericii Catolice. Ei credeau că Noua Spanie era ocazia de a reînvia spiritul pur al creștinismului primitiv. 
In timpul primilor ani, de dupa cucerirea spaniola a Americii Centrale Mesoamerica, multi nativi s-au convertit la crestinism, de multe ori doar superficial. 
Călugării s-au folosit de multi nativi americani pentru construirea de biserici și mănăstiri, nu numai pentru construcția bruta, ci și ca artiști, pictori și sculptori, iar lucrările lor au fost folosite pentru decorare și evanghelizare. Artiștii nativi au adăugat multe referințe la obiceiurile și credințele lor: flori, păsări sau simboluri geometrice. Călugării credeau că imaginile erau decorative, dar nativii le-au recunoscut puternica conotație religioasă. Amestecul de simboluri creștine și indigene s-a numit artă indocristiană sau indocreștină. Inspirați de spiritualitatea lor franciscană și umanismul catolic, călugării au organizat populatiile native în comunități utopice. Popoarele indigene au fost convertite la catolicism, sute de mii de botezuri avand loc în centrele de evanghelizare înființate de călugări. 
În fazele sale inițiale, proiectul de evanghelizare a coloniilor a părut destul de reușit, în ciuda comportamentului uneori antagonizant al conchistadorilor. Cu toate acestea, nativii nu și-au exprimat credința creștină în modurile așteptate de călugări misionari. Mulți își practicau în continuare ritualurile religioase de contact pre-europene și își mențineau credințele ancestrale, așa cum au făcut-o timp de mii de ani, participând, in acelasi timp, si la adoratia catolica, o practică cunoscută sub numele de apartenență religioasă multiplă. Au avut loc dezacorduri cu privire la solutiile de a rezolva aceste practici, și dispute cu privire la misiunea lor și la modul de a determina succesul.

## La Colegiul Santa Cruz de Tlatelolco
Sahagún a ajutat la înființarea primei școli de învățământ superior din America, Colegiul Imperial Santa Cruz de Tlatelolco în 1536, în actualul Mexico City. Acesta a servit ulterior drept bază pentru propriile sale activități de cercetare, deoarece a recrutat foști studenți pentru a lucra cu el. Colegiul a contribuit la îmbinarea culturilor spaniole și indigene în ceea ce este acum Mexic.
Colegiul a devenit punctul central pentru evanghelizarea studenților, precum și pentru recrutarea și pregătirea bărbaților nativi pentru clerul catolic; a fost un centru pentru studiul limbilor native, în special nahuatl. Colegiul a contribuit la raspandirea creștinismului catolic în Noua Spanie și a devenit o instituție importantă pentru schimburi culturale. Sahagún a predat latină și alte materii în primii ani. Alți călugări au predat gramatică, istorie, religie, scripturi și filozofie. Liderii nativi au fost recrutați pentru a preda despre istoria și tradițiile native, ceea ce a dus la controverse între oficialii coloniali care erau preocupați de controlul populațiilor indigene. În această perioadă, franciscanii care afirmau deplina umanitate și capacitatea indigenilor au fost percepuți ca suspecți de oficialii coloniali și de Ordinul Dominican. Unii dintre aceștia din urmă au sugerat că frații susțin idolatria. Călugării au trebuit să fie atenți în urmărirea și definirea interacțiunilor lor cu indigenii.
Sahagún a fost unul dintre câțiva călugări de la școală care au scris relatări notabile despre viața și cultura indigenilor. Două lucrari notabile ale activitatii de la colegiu sunt primul „Ierbar” din Lumea Nouă și o hartă a ceea ce este acum regiunea Mexico City. Un „Ierbar” este un catalog de plante și utilizările lor, inclusiv descrieri și aplicații medicinale. Un astfel de „Ierbar”, Libellus de Medicinalibus Indorum Herbis, a fost scrisă în latină de Juan Badianus de la Cruz, un profesor aztec la Colegiu, poate cu ajutorul studenților sau al altor profesori. În acest document, plantele sunt desenate, denumite și prezentate conform sistemului de organizare aztec. Textul descrie unde cresc plantele și cum pot fi făcute medicamente din ele. Este posibil ca acest „Ierbar” să fi fost folosit pentru a preda medicina indigenă la Colegiu. Mapa de Santa Cruz (Harta) arată zonele urbane, rețelele de drumuri și canale, imagini cu activități precum pescuitul și agricultura și contextul peisajului mai larg. Ierbarul și harta arată influența atât a culturii spaniole, cât și a celei aztece, iar prin structura și stilul lor transmit îmbinarea acestor culturi.

## Munca de misionar

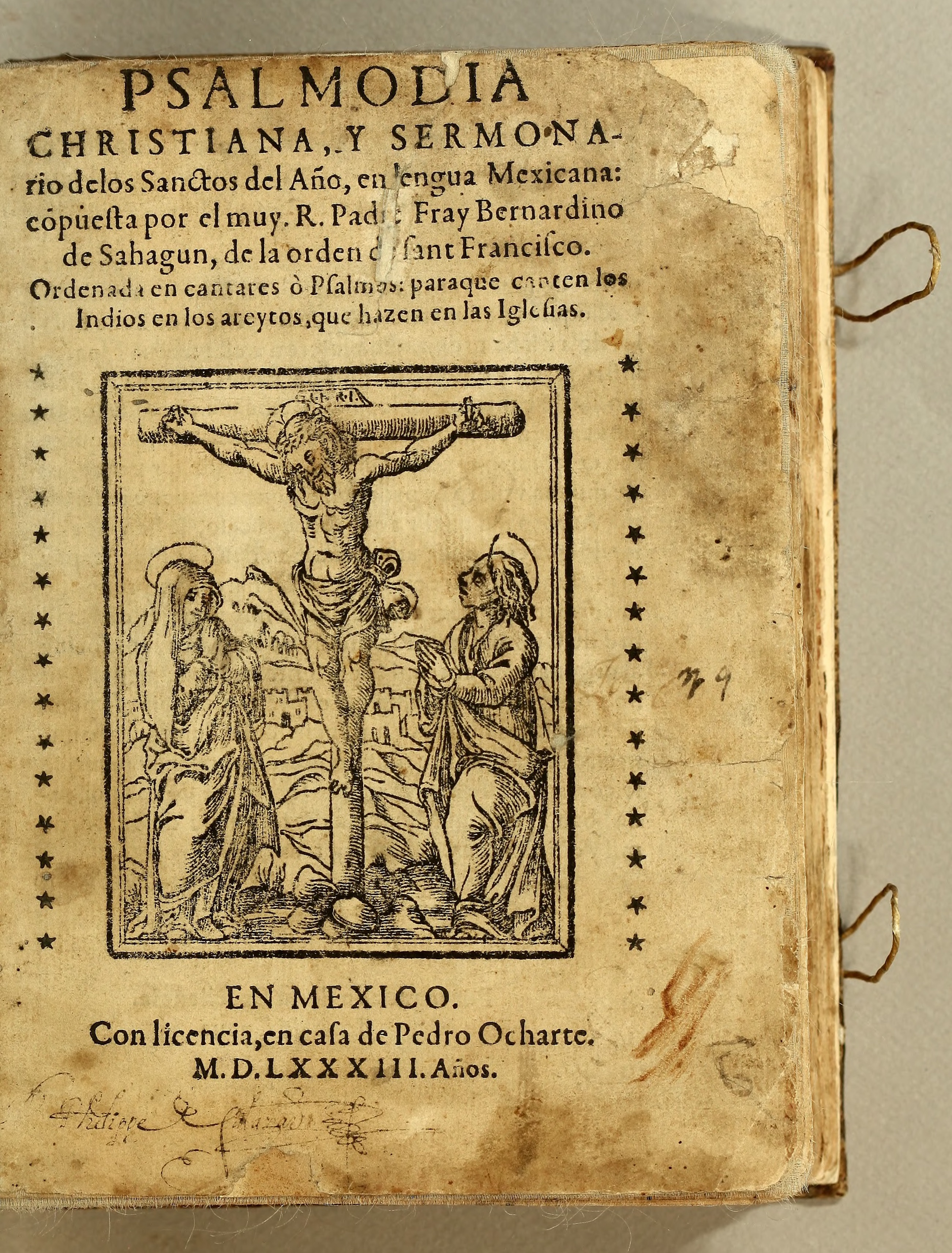
Pagina de titlu, Psalmodia Christiana, 1583

Pe lângă predare, Sahagún a petrecut mai multe perioade în afara orașului Mexico, inclusiv în Tlalmanalco (1530–32); Xochimilco (1535), unde se știe că a oficiat o căsătorie; Tepepulco (1559–61), Huexotzinco și, de asemenea, a evanghelizat, a condus slujbe religioase și a oferit instruire religioasă. A fost în primul rând un misionar, al cărui scop era să aducă popoarele Lumii Noi la credința catolică. A petrecut mult timp cu nativii din satele rurale îndepărtate, ca preot catolic, profesor și misionar.
Sahagún a fost un lingvist talentat, cum putini au fost printre franciscani. Ca ordin, franciscanii au pus accentul pe evanghelizarea popoarelor indigene în propriile lor limbi. Sahagún și-a început studiul despre nahuatl în timp ce călătorea peste Atlantic, învățând de la nobilii indigeni care se întorceau în Lumea Nouă din Spania. Mai târziu a fost recunoscut drept unul dintre spaniolii cei mai pricepuți în această limbă. Cele mai multe dintre scrierile sale reflectă interesele sale misionare catolice și au fost concepute pentru a ajuta oamenii bisericii să predice în nahuatl sau să traducă Biblia în nahuatl sau să ofere instruire religioasă popoarelor indigene. Printre lucrările sale în nahuatl a fost o traducere a Psalmilor și un catehism. Probabil că și-a compus Psalmodia Christiana în Tepepolco când aduna material pentru Primeros Memoriales. A fost publicată în 1583 de Pedro Ocharte, dar a circulat în Noua Spanie înainte de aceasta pentru a înlocui cu texte creștine cântecele și poezia Nahuas. Curiozitatea lui l-a impins să afle mai multe despre viziunea asupra lumii a aztecilor, iar abilitățile sale lingvistice i-au permis să inteleaga acest lucru. Astfel, Sahagún a avut motivația, abilitățile și dispoziția de a studia oamenii și cultura lor. A efectuat cercetări de teren în limba nahuatl. În 1547, el a adunat și a înregistrat huehuetlatolli (nahuatl: „Cuvintele bătrânilor”), discursuri formale aztece date de bătrâni pentru instruirea morală, educația tineretului și construirea culturală a sensului. Între 1553 și 1555 a intervievat liderii indigeni pentru a-și obține perspectiva asupra cuceririi spaniole a Imperiului Aztec. În 1585 a scris o revizuire a narațiunii cuceririi, publicată ca Cartea a 12-a a Codexului Florentin, una dintre ultimele sale lucrări înainte de moartea sa în 1590.

## Cercetare de teren
După ce fervoarea convertirilor în masă din Mexic s-a domolit, misionarii franciscani și-au dat seama că aveau nevoie de o mai bună înțelegere a popoarelor indigene pentru a-și continua munca în mod eficient. Viața lui Sahagún s-a schimbat dramatic în 1558, când noul provincial al Noii Spanie, Fray Francisco de Toral, l-a însărcinat să scrie în nahuatl despre subiecte pe care le considera utile pentru proiectul misionar. Guvernatorul dorea ca Sahagún să-și oficializeze studiul asupra limbii și culturii native, astfel încât să le poată împărtăși cu alții. Preotul avea mână liberă să-și conducă investigațiile. A condus cercetări timp de aproximativ douăzeci și cinci de ani și și-a petrecut ultimii aproximativ cincisprezece editând, traducând și copiind. Activitățile sale de cercetare de teren pot fi grupate într-o perioadă anterioară (1558–1561) și o perioadă ulterioară (1561–1575).

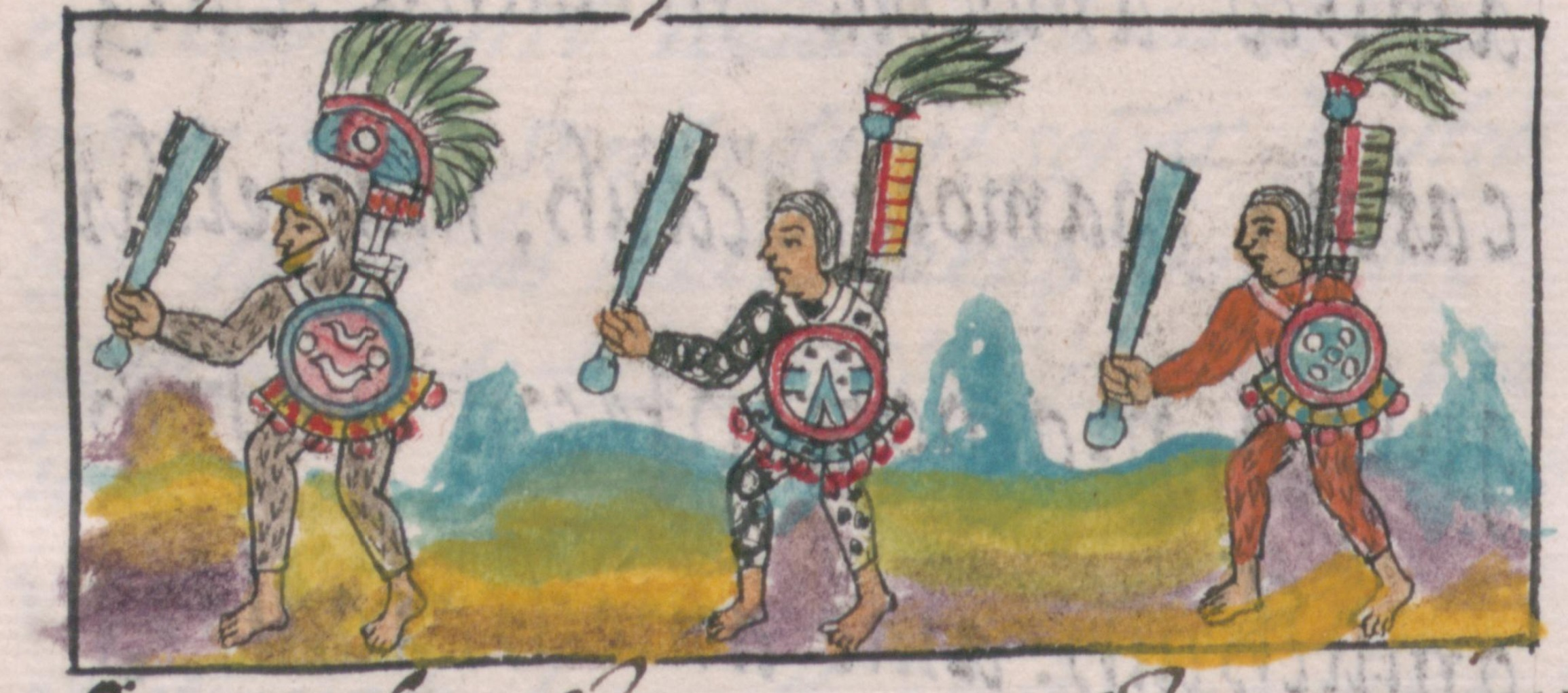
Războinici azteci așa cum se arată în Codexul Florentin.

Una dintre cercetările sale timpurii, este textul cunoscut sub numele de Primeros Memoriales. Aceasta a servit drept bază pentru Istoria generală ulterioară. Și-a făcut cercetările la Tepeapulco, aproximativ 50 mile nord-est de Mexico City, aproape de actualul Hidalgo. Acolo și-a petrecut doi ani intervievând aproximativ o duzină de bătrâni din sat în nahuatl, asistați de absolvenți nativi ai colegiului din Tlatelolco. Sahagún i-a întrebat pe bătrâni cu privire la ritualurile religioase și calendarul, familia, obiceiurile economice și politice și istoria naturală. I-a intervievat individual și în grup evaluand valabilitatea informațiilor împărtășite cu el. Asistenții săi vorbeau trei limbi (nahuatl, latină și spaniolă). Au participat la cercetare și documentare, traducere și interpretare și au pictat și ilustrații. Le-a publicat numele, le-a descris munca și le-a dat credit. Imaginile din Primeros Memoriales transmit un amestec de elemente și influențe artistice indigene și europene. Analiza activităților de cercetare ale lui Sahagún în această perioadă indică faptul că el a dezvoltat și evaluat propriile metode de colectare și verificare a acestor informații. 
În perioada 1561–1575, Sahagún s-a întors la Tlatelolco. A intervievat și consultat mai mulți bătrâni și personalitati culturale. Și-a editat lucrarea anterioară. El a extins sfera cercetărilor sale anterioare și și-a dezvoltat în continuare metodele de intervievare. Și-a reformulat proiectul după liniile enciclopediilor medievale. Acestea nu erau enciclopedii în sensul contemporan și pot fi descrise mai bine ca fiind cărți universale, deoarece încearcă să ofere o prezentare relativ completă a cunoștințelor despre lume. 

## Metodologii
Sahagún a fost printre primii care au dezvoltat metode și strategii pentru a culege și clasifica cunoștințele despre spiritualitatea nativilor din Lumea Noua. Mult mai târziu, antropologia va oficializa metodele etnografiei ca strategie de cercetare științifică pentru documentarea credințelor, comportamentului, rolurilor și relațiilor sociale și cosmologia unei alte culturi și pentru explicarea acestor factori cu referire la sensul acelei culturi. Metodele și strategiile sale de cercetare pentru validarea informațiilor furnizate de informatorii săi sunt precursoare ale metodelor și strategiilor etnografiei moderne.
El a adunat în mod sistematic cunoștințe de la o serie de indivizi diverși, inclusiv femei, care aveau cunoștințe despre cultura și tradiția indigenă. El a comparat răspunsurile obținute din diversele sale surse. Unele pasaje din scrierile sale par a fi transcripții ale declarațiilor informatorilor despre credințele religioase, societate sau natură. Alte pasaje reflectă în mod clar un set consistent de întrebări prezentate diferiților informatori cu scopul de a obține informații despre subiecte specifice. Unele pasaje reflectă propria narațiune a evenimentelor sau comentariul lui Sahagún.

## Semnificație
În perioada în care Sahagún și-a condus cercetările, spaniolii cuceritori au fost cu mult depășiți numeric de aztecii cuceriți și erau îngrijorați de amenințarea unei revolte a nativilor. Autoritățile coloniale au perceput scrierile lui ca fiind periculoase, deoarece au dat glas vocilor și perspectivelor nativilor. Sahagún era conștient de necesitatea de a evita persecutia Inchiziției înființată în Mexic în 1570.
Lucrarea lui Sahagún a fost inițial scrisa numai în nahuatl. Pentru a evita suspiciunile și criticile, el a tradus secțiuni din ea în spaniolă, a trimis-o unor colegi franciscani pentru revizuire și a trimis-o regelui Spaniei prin intermediul unor călugări care se întorceau acasă. Ultimii săi ani au fost grei, deoarece idealismul utopic al primilor franciscani din Noua Spanie se estompează în timp ce proiectul colonial spaniol continua ca fiind brutal și exploatator. În plus, milioane de indigeni au murit din cauza epidemilor, deoarece nu aveau imunitate la bolile eurasiatice. Unele dintre scrierile sale finale exprimă sentimente de disperare. Coroana a înlocuit ordinele religioase cu clerul secular, dând călugărilor un rol nesemnificativ în viața coloniei. Franciscanii nou sosiți în colonie nu împărtășeau credința și zelul franciscanilor anteriori cu privire la capacitatea indienilor. Abordarea pro-indigenă a franciscanilor și a lui Sahagún a devenit marginalizată odată cu trecerea anilor. Folosirea Bibliei nahuatl a fost interzisă, reflectând retragerea globală mai largă a catolicismului sub Conciliul de la Trent. În 1575, Consiliul Indiilor a interzis toate scripturile în limbile indigene și l-a forțat pe Sahagún să predea toate documentele sale despre cultura aztecă și rezultatele cercetărilor sale. Studiul tradițiilor locale a fost probabil văzut ca un posibil obstacol în calea misiunii creștine. În ciuda acestei interdicții, Sahagún a mai făcut două copii ale Istoriei generale.
Istoria generală a lui Sahagún a fost necunoscută în afara Spaniei timp de aproximativ două secole. În 1793, un bibliograf a catalogat Codexul Florentin în Biblioteca Laurențiană din Florența. Lucrarea este acum organizata în trei volume. O comunitate academică de istorici, antropologi, istorici de artă și lingviști a investigat opera lui Sahagún, subtilitățile și misterele sale, mai bine de 200 de ani. 
Istoria generală este produsul unuia dintre cele mai remarcabile proiecte de cercetare în științe sociale realizate vreodată. Nu este doar o cronică a întâlnirilor cu Lumea Nouă și oamenii săi, dar iese în evidență datorită efortului lui Sahagún de a culege informații despre o cultură străină intervievând oameni și adunând perspective din interiorul acelei culturi. După cum a afirmat Nicholson, „sfera de acoperire de către Historia a culturii indigene din Mexicul Central din perioada de contact este remarcabilă, fără egal cu orice alte lucrări din secolul al XVI-lea care au încercat să descrie modul de viață nativ”. Deși în mintea lui Sahagún a fost un misionar franciscan, el a fost, de asemenea, referit de către cercetători drept „părintele etnografiei americane”. 

## Călugăr franciscan
Sahagún a fost descris ca un misionar, etnograf, lingvist, folclorist, umanist renascentist, istoric și pro-indigen. Cercetătorii au explicat aceste roluri ca reieșind din identitatea lui de preot misionar un participant la fervoarea evanghelică spaniolă pentru convertirea popoarelor nou întâlnite și ca parte a proiectului milenar franciscan mai larg. 
Fondat de Francisc de Assisi la începutul secolului al XIII-lea, Ordinul fraților franciscani a subliniat devotamentul față de Întrupare, umanitatea lui Isus Hristos. Sfântul Francisc a dezvoltat și articulat acest devotament pe baza experiențelor sale de rugăciune contemplativă în fața Crucifixului San Damiano și a practicii compasiunii între leproși și proscrișii societatii. Rugăciunea franciscană include amintirea conștientă a vieții umane a lui Isus și practica îngrijirii celor săraci și marginalizați.
Abordarea intuitivă a Sfântului Francisc a fost elaborată într-o viziune filozofică ulterioara, de către teologi franciscani, cum ar fi Bonaventura de Bagnoregio și Ioan Duns Scotus, figuri importante din tradiția intelectuală franciscană. Filosofia lui Scotus se bazează pe primatul Încarnării și poate fi o influență deosebit de importantă asupra lui Sahagún, deoarece filosofia lui Scotus a fost predată în Spania în acest moment. Scotus a absorbit intuițiile Sf. Francisc de Assisi și devotamentul lui față de Isus Hristos ca ființă umană și le-a exprimat într-o viziune mai largă asupra umanității.
O antropologie filozofică religioasă – o viziune asupra umanității – poate modela viziunea misionarului asupra ființelor umane și, la rândul său, comportamentul misionarului la o frontieră culturală. Abordarea proindigenă a misionarilor franciscani din Noua Spanie este în concordanță cu filosofia franciscanului John Duns Scotus. În special, el a conturat o antropologie filozofică care reflectă un spirit franciscan. 
Câteva dimensiuni specifice ale operei lui Sahagún (și a altor franciscani din Noua Spanie) reflectă această antropologie filozofică. Se credea că popoarele native au demnitate și merită respect ca ființe umane. Călugării au fost, în cea mai mare parte, profund deranjați de abuzul conchistadorilor asupra popoarelor native. În abordarea colaborativă a lui Sahagún, în care a acordat constant credit colaboratorilor săi, în special Antonio Valeriano, se exprimă valoarea franciscană a comunității. 
În cele cinci decenii de cercetare, el a practicat o filozofie franciscană a cunoașterii în acțiune. El nu s-a mulțumit să speculeze despre aceste noi popoare, ci le-a întâlnit, le-a intervievat și le-a interpretat și viziunea lor asupra lumii ca o expresie a credinței sale. În timp ce alții – în Europa și în Noua Spanie – dezbateau dacă popoarele indigene erau sau nu oameni și aveau suflet, Sahagún le intervieva, căutând să înțeleagă cine sunt, cum se iubeau, ce credeau și cum aveau sens. a lumii. Chiar dacă și-a exprimat dezgustul față de practica lor continuă de sacrificiu uman și de ceea ce el a perceput ca idolatrii lor, el a petrecut cinci decenii investigând cultura aztecă.

## Dezamăgirea „cuceririi spirituale”
Aflând mai multe despre cultura aztecă, Sahagún a devenit din ce în ce mai sceptic cu privire la profunzimea conversiilor în masă din Mexic. El a crezut că multe, dacă nu majoritatea convertirilor, au fost superficiale. De asemenea, a devenit îngrijorat de tendința colegilor săi misionari franciscani de a înțelege greșit elementele de bază ale credințelor religioase tradiționale aztece și ale cosmologiei. El s-a convins că numai prin stăpânirea limbilor native și a viziunilor asupra lumii misionarii pot fi eficienți în a trata poporul aztec. El a început studii informale despre popoarele indigene, credințele lor și practicile religioase.

În Codexul Florentin, Sahagún a scris numeroase introduceri, adrese „către cititor” și interpolări în care își exprimă propriile opinii în spaniolă. În cartea a XI-a, Lucrurile pământești, el înlocuiește o traducere în spaniolă a intrărilor în nahuatl de pe munți și stânci pentru a descrie practicile idolatre curente în rândul oamenilor. „După ce am discutat despre izvoare, ape și munți, acesta mi s-a părut a fi locul potrivit pentru a discuta despre principalele idolatrii care au fost practicate și sunt încă practicate în ape și munți”. 
În această secțiune, Sahagún denunță asocierea Fecioarei din Guadalupe cu o zeitate nativo-americană păgână. Franciscanii erau atunci deosebit de ostili acestui cult din cauza potențialului său de practică idolatrică, deoarece a combinat Cultul Fecioarei Maria cu o zeiță antică.
 Indigenii aveau un templu dedicat Mamei Zeilor, pe care o numeau Tonantzin, care inseamna Mama Noastra. Ei faceau multe sacrificii ca ofrande pentru aceasta zeitate. Apoi, dupa ce s-a construit o biserica a Fecioarei din Guadalupe, nativii au inceput sa o numeasca si pe Fecioara tot Tonantzin, motivati fiind de faptul ca predicatorii crestini o numeau pe Fecioara, Mama lui Dumnezeu. 
Aceasta greseala trebuie remediata. Fecioara Maria nu este Tonantzin!
Sahagún explică că o biserică din Santa Ana a devenit loc de pelerinaj pentru Toci (nahuatl: „bunica noastră”). El recunoaște că Sfânta Ana este mama Fecioarei Maria și, prin urmare, literalmente bunica lui Isus, dar Sahagún scrie:
 
Dar în aceeași secțiune, Sahagún și-a exprimat îndoiala profundă că evanghelizarea creștină a indienilor va dura în Noua Spanie, mai ales că ciuma devastatoare din 1576 a decimat populația indigenă și a testat supraviețuitorii.

## Istoriile lui Sahagún despre Cucerire
Sahagún a scris două versiuni ale cuceririi Imperiului Aztec, prima este Cartea 12 a Istoriei generale (1576), iar a doua este o revizuire finalizată în 1585. Versiunea din Istoria generală este singura narațiune a evenimentelor istorice, spre deosebire de informațiile despre subiecte generale, cum ar fi credințele și practicile religioase și structura socială. Textul din 1576 este exclusiv dintr-un punct de vedere indigen, în mare parte tlatelolcan. El a revizuit relatarea în 1585, adăugând pasaje care lăudau pe spanioli, în special pe cuceritorul Hernan Cortés, mai degrabă decât să adere la punctul de vedere indigen. Originalul manuscrisului din 1585 este pierdut. La sfârșitul secolului al XX-lea, o copie scrisă de mână în spaniolă a fost găsită de John B. Glass în Biblioteca Publică din Boston și a fost publicată în facsimil și traducere în engleză, cu comparații cu Cartea 12 din Istoria generală. În introducerea sa („Către cititor”) la cartea 12 a Istoriei generale, Sahagún a susținut că istoria cuceririi a fost un instrument lingvistic, astfel încât călugării să cunoască limba războiului și a armelor. Deoarece compilarea unei istorii a cuceririi din punctul de vedere al învinsului Tenochtitlan-Tlatelolcan ar putea fi controversată pentru coroana spaniolă, Sahagún ar fi putut fi prudent în încercarea de a modela modul în care a fost percepută istoria. Revizuirea lui Sahagún din 1585 a narațiunii cuceririi, care includea laude pentru Cortés și cucerirea spaniolă, a fost finalizată într-o perioadă în care lucrările asupra textelor indigene erau atacate. Sahagún a scris probabil această versiune având în vedere această situație politică, când o narațiune a cuceririi în întregime din punctul de vedere al mexicanilor învinși era suspectă. 